# Waheed Oseni
Waheed Akanni Oseni (17 gennaio 1988) è un ex calciatore nigeriano con cittadinanza cipriota, di ruolo difensore.

## Carriera

### Club
Ha giocato nella massima serie dei campionati cipriota e saudita.